# Ворья
Ворья — река в России, протекает по Гаринскому городскому округу в Свердловской области. Правый приток Тавды. Длина реки составляет 17 км.
Берёт начало из озера Долгого на высоте 66,8 либо 64,9 м над уровнем моря и течёт на север. Сначала принимает слева ручей Попоя, затем, также слева, реку Капосья. Далее Ворья сворачивает на северо-восток и начинает сильно меандрировать. Устье реки находится на 612 км правого берега реки Тавда на высоте 54,8 м над уровнем моря.
В бассейн реки входят озёра Синтур Восточный, Сава и Долгое.

## Данные водного реестра
По данным государственного водного реестра России относится к Иртышскому бассейновому округу, водохозяйственный участок реки — Тавда от истока и до устья, без реки Сосьва от истока до водомерного поста у деревни Морозково, речной подбассейн реки — Тобол. Речной бассейн реки — Иртыш.
Код объекта в государственном водном реестре — 14010502512111200011659.